# Eucalyptus mackintii
Eucalyptus mackintii är en myrtenväxtart som beskrevs av Kottek. Eucalyptus mackintii ingår i släktet Eucalyptus och familjen myrtenväxter. Inga underarter finns listade i Catalogue of Life.